# ال کاراسکالخو
ال کاراسکالخو (به اسپانیایی: El Carrascalejo) یک شهرستان در اسپانیا است که در استان باداخس واقع شده‌است.